# Peng Chau

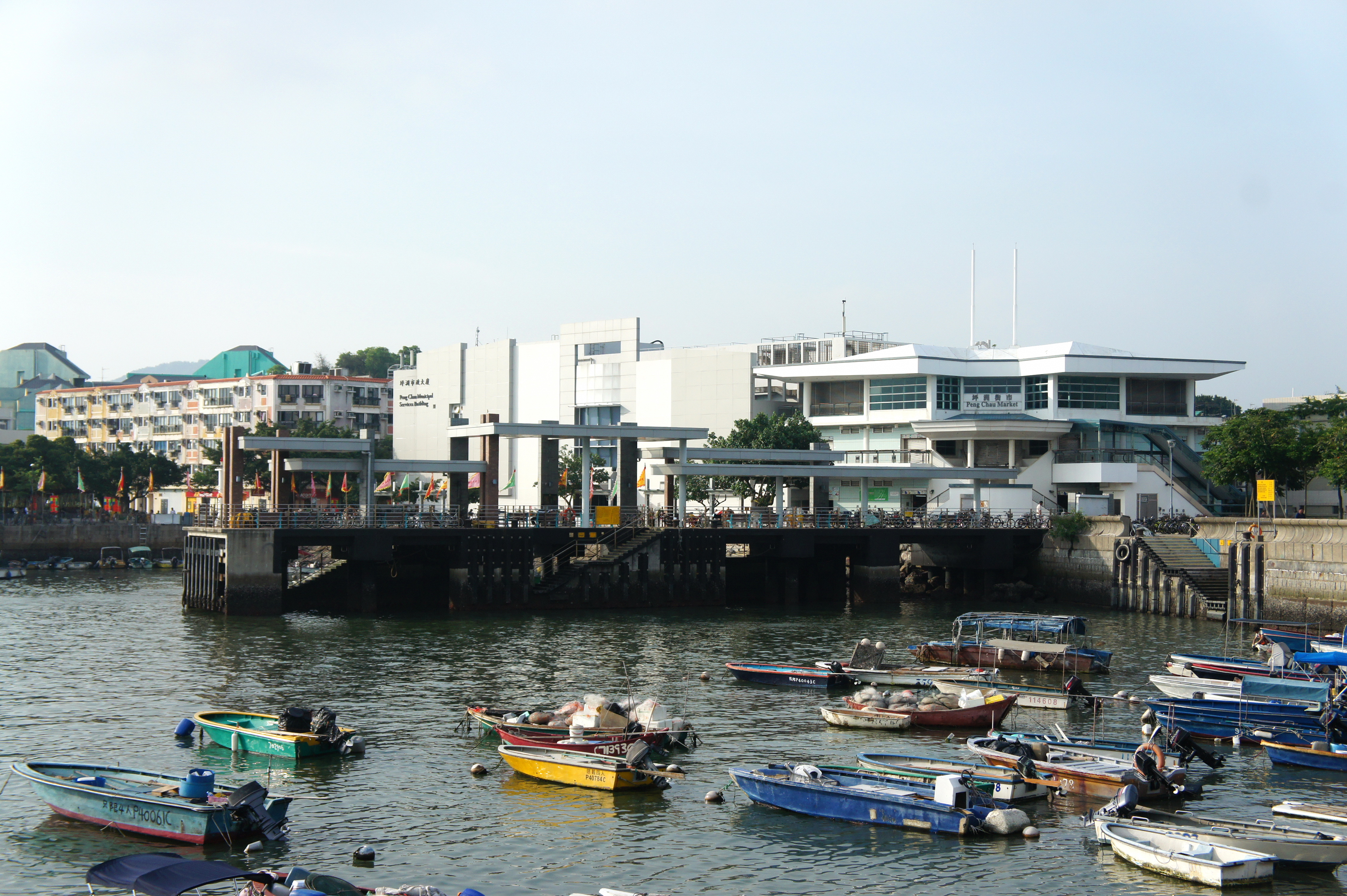
Pier in Peng Chau

Peng Chau (chinesisch 坪洲, Pinyin Píng Zhōu, Jyutping Ping4 Zau1 – „sinngemäß: flacher Insel“) ist eine kleine Insel vor der Nordostküste von Lantau Island, Hongkong. Da die Insel autofrei ist, lebt der Hauptteil der Bevölkerung in der Nähe des Hafens. Die Insel ist lokal bekannt für ihre Tempel, die Fischereiindustrie und Meeresfrüchte. Peng Chau entwickelte sich in den 1970er- und 1980er-Jahren zu einem Industriezentrum von Hongkong. Heutzutage erinnern nur noch verlassene Werkstätten, ein leeres Theater und dörfische Tempel an die Vergangenheit.
Im 19. und 20. Jahrhundert gab es auf der Insel über 100 Fabriken aus 30 Branchen, darunter auch eine Streichholzfabrik und eine Kalkbrennerei. Die Kalkbrennerei bestand aus zwei Gebäuden mit insgesamt 11 Brennereien und zählte zu den größten Fabriken der Insel. Die Streichholzfabrik bestand bis zum Siegeszug des Feuerzeuges.

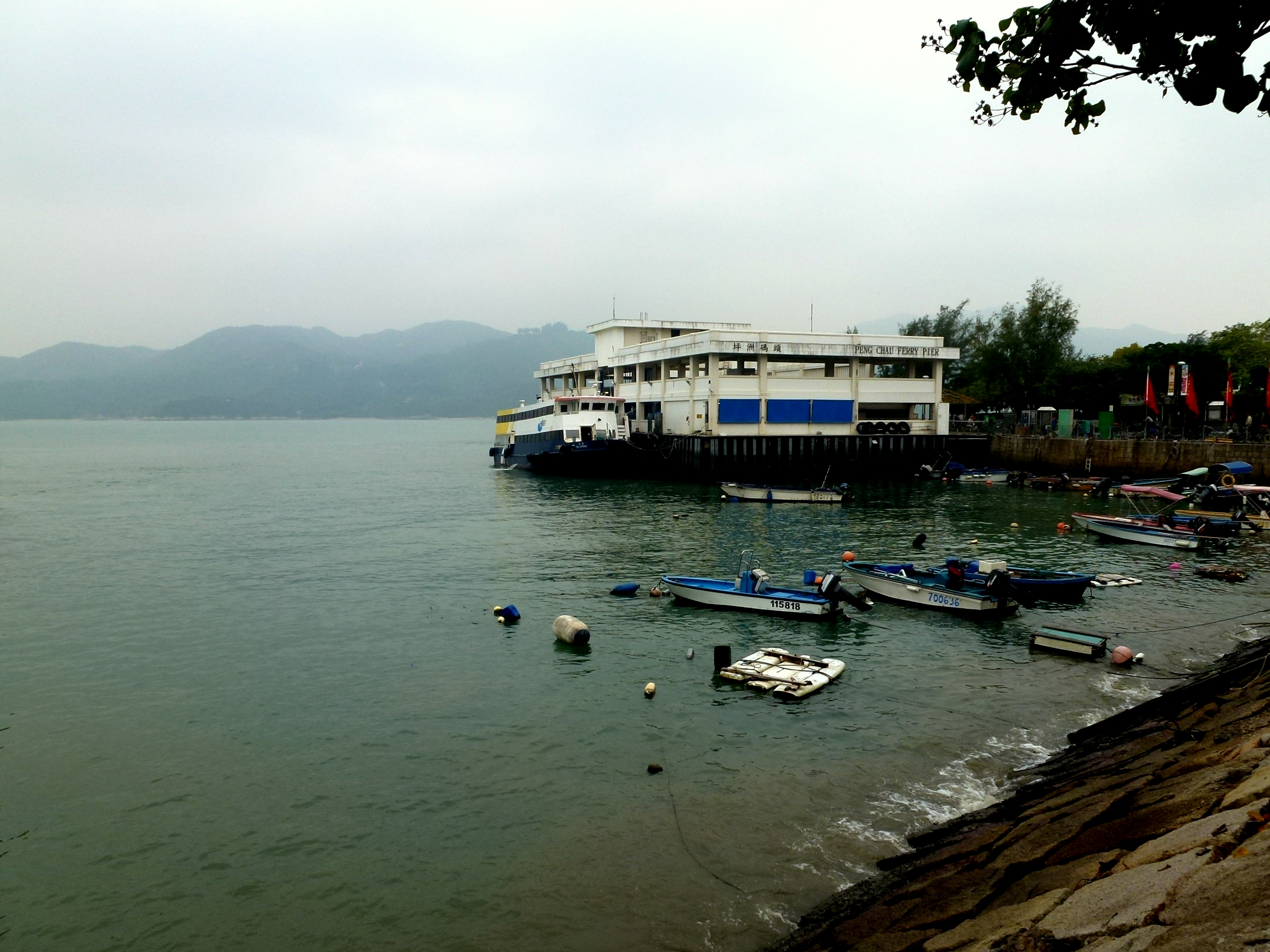
Fähre im Hafen von Peng Chau

## Geographie
Peng Chau hat eine Fläche von 0,99 Quadratkilometern. Der höchste Punkt der Insel ist der Finger Hill, welcher 95 Meter hoch ist. Der Hügel wird gerne von Wanderern besucht, da man einen 360°-Panoramablick auf Lamma Island, Discovery Bay und den Südflügel hat.
Die besiedelte Fläche erstreckt sich vor allem um den Hafen. Der Rest der Insel ist unbesiedelt.

## Sehenswürdigkeiten
Es gibt mehrere Tempel auf Peng Chau, darunter:
- Tin-Hau-Tempel (天后廟), gewidmet Tin Hau (天后) – lokale Schutzpatronin der Seeleute und Fischer, erbaut 1792
- Golden Flower Shrine, gewidmet Lady Kam Fa (金花娘娘)[10]
- Lung-Mo-Tempel (龍母廟), gewidmet der Drachenkönigsmutter  (龍母)[11]
- Seven-Sisters-Tempel (仙姐廟), auch bekannt als Chek-Tset-Tempel, gewidmet verschiedene Xian (Schutzgottheit) im Daoismus bzw. Volksglauben – am bekanntesten beispielsweise die „Weberin“ (織女) des Qixi-Fests.[12][13]

Auf der Insel befindet sich auch das inzwischen stillgelegte Kino, Peng Chau Theatre (坪洲戲院).

## Verkehr
Das Hauptverkehrsmittel auf der Insel ist das Fahrrad oder zu Fuß. Generell sind Kraftfahrzeuge auf der Insel nicht erlaubt, mit Ausnahme von Rettungsdiensten, Bau- und Dorffahrzeugen, die für den Gütertransport auf der Insel eingesetzt werden.
Peng Chau ist mit einer Fähre von umliegenden Inseln erreichbar. Hubschrauber werden manchmal in medizinischen Notfällen eingesetzt.
Peng Chau ist mit der Insel Tai Lei durch eine Brücke verbunden. Die Brücke ist Teil der Peng Lei Road. Es ist ein beliebter Angelplatz.

## Regierung
Politisch gehört Peng Chau zum Islands District und dem Wahlkreis Peng Chau & Hei Ling Chau des Bezirksrates des Insel-Distrikts an. Für die Jahre 2015 bis 2019 wurde der Sitz von Josephine Tsang Sau-ho besetzt.
Die örtliche Polizeistation gehört zur Cheung Chau Division der Schifffahrtspolizei.